# Cover Me
«Cover Me» és el cinquanta-cinquè senzill del grup anglès de música electrònica Depeche Mode, el tercer extret de l'àlbum Spirit. La seva publicació es va produir el 6 d'octubre de 2017.
És una cançó composta per David Gahan, Christian Eigner i Peter Gordeno. Eigner acompanya Depeche Mode com a bateria en totes les gires des de 1997, i anteriorment ja havia col·laborat en la composició d'algunes cançons, mentre que Gordeno ho fa des de 1998 com a teclista però encara no havia treballat mai en la composició de cançons.
El videoclip del tema fou dirigit novament per Anton Corbijn. En aquest cas, el videoclip també s'ha utilitat com a projecció en els concerts. Com molts altres dirigits per Corbijn, està completament rodat en blanc i negre, però només hi participa Gahan. En ell es fa una al·legoria sobre d'un viatge a l'espai amb un imaginari que recorda pel·lícules de ciència-ficció com Gravity.
«Cover Me» fou interpretada en tots els concerts de la gira internacional "Global Spirit Tour".

## Llista de cançons
Descàrrega digital (Estats Units)
1. "Cover Me" (radio edit) − 4:01
2. "Cover Me" (Warpaint Steez Remix) − 6:23
3. "Cover Me" (Josh T. Pearson Choose Hellth Remix) − 4:48
4. "Cover Me" (Ellen Allien U.F.O. RMX) − 9:37
5. "Cover Me" (Nicole Moudaber Remix) − 11:17
6. "Cover Me" (Ben Pearce Remix) − 5:59
7. "Cover Me" (Texas Gentlemen Remix) − 5:22
8. "Cover Me" (Erol Alkan White Light Rework) − 7:21
9. "Cover Me" (I Hate Models Cold Lights Remix) − 9:55
10. "So Much Love" (Kalli Remix) − 6:28

Descàrrega digital (Regne Unit)
1. "Cover Me" (radio edit) − 4:01
2. "Cover Me" (Warpaint Steez Remix) − 6:23
3. "Cover Me" (Josh T. Pearson Choose Hellth Remix) − 4:48
4. "Cover Me" (Ellen Allien U.F.O. RMX) − 9:37
5. "Cover Me" (Nicole Moudaber Remix) − 11:17
6. "Cover Me" (Ben Pearce Remix) − 5:59
7. "Cover Me" (Texas Gentlemen Remix) − 5:22
8. "Cover Me" (Erol Alkan White Light Rework) − 7:21
9. "Cover Me" (I Hate Models Cold Lights Remix) − 9:55
10. "Cover Me" (Dixon Remix) − 7:26
11. "So Much Love" (Kalli Remix) − 6:28

Descàrrega digital (Regne Unit, Estats Units)
1. "Cover Me" (Ellen Allien U.F.O. RMX) − 9:37
2. "Cover Me" (Erol Alkan White Light Rework) − 7:21
3. "Cover Me" (Warpaint Steez Remix) − 6:23
4. "Cover Me" (Fitness N Hellth Remix) − 5:02
5. "Cover Me" (Nicole Moudaber Remix) − 11:17
6. "Cover Me" (I Hate Models Cold Lights Remix) − 9:55
7. "Cover Me" (Erol Alkan Black Out Rework) − 8:13
8. "Cover Me" (Ben Pearce Remix) − 5:59
9. "Cover Me" (Dixon Remix) − 7:26
10. "So Much Love" (Kalli Remix) − 6:28

CD (Regne Unit, Estats Units)
1. "Cover Me" (radio edit) − 4:01
2. "Cover Me" (Warpaint Steez Remix) − 6:23
3. "Cover Me" (Erol Alkan Black Out Rework) − 8:13
4. "Cover Me" (Texas Gentlemen Remix) − 5:22
5. "Cover Me" (Ellen Allien U.F.O. RMX) − 9:37
6. "Cover Me" (Ben Pearce Remix) − 5:59
7. "Cover Me" (Josh T. Pearson Choose Hellth Remix) − 4:48
8. "So Much Love" (Kalli Remix) − 6:28

12" (Estats Units)
1. "Cover Me" (Ellen Allien U.F.O. RMX) − 9:37
2. "Cover Me" (I Hate Models Cold Lights Remix) − 9:55
3. "Cover Me" (Nicole Moudaber Remix) − 11:17
4. "So Much Love" (Kalli Remix) − 6:28
5. "Cover Me" (Erol Alkan White Light Rework) − 7:21
6. "Cover Me" (Texas Gentlemen Remix) − 5:22
7. "Cover Me" (Warpaint Steez Remix) − 6:23
8. "Cover Me" (Josh T. Pearson Choose Hellth Remix) − 4:48